# Colina dos Pardais

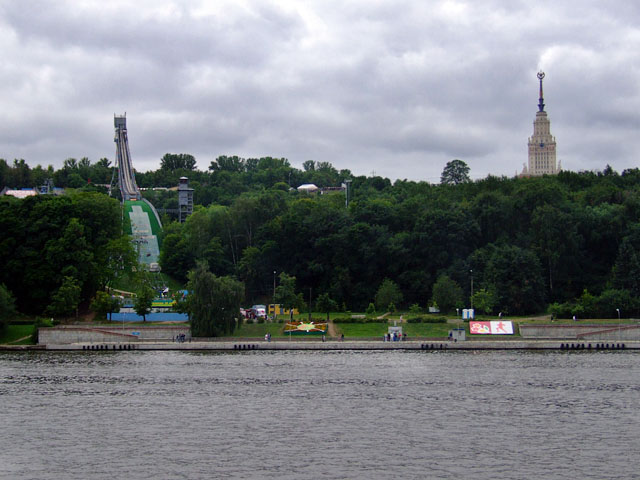
Uma vista da Colina dos Pardais.

A Colina dos Pardais (em russo: Воробьёвы горы), conhecida como Colina Lênin entre 1935 e 1999, é uma colina na margem direita do rio Moskva e um dos pontos mais altos de Moscou, atingindo uma altura de 220 m acima do nível do mar, ou 60 a 70 m acima do nível do rio.
A plataforma de observação, que dá uma vasta vista panorâmica da cidade, está em um banco íngreme de 85 m acima do rio, ou 200 m acima do nível do mar. O Estádio Luzhniki (antigo Estádio Lenin), onde se realizaram as cerimônias de abertura e encerramento dos Jogos Olímpicos de Verão de 1980, encontra-se logo abaixo, atravessando o Rio Moskva. Junto a ele está o Convento de Novodevichy, com suas torres barrocas de Naryshkin.
Não muito longe da plataforma de observação está a Ponte do Metrô de Luzhniki. A ponte de metrô de dois níveis atravessa o rio para ligar Komsomolsky Prospekt à Vernadsky Prospekt. A ponte é ferroviária, servindo o Metrô de Moscou, e rodoviária. A estação de metrô com paredes de vidro Varobiovy Gory está no nível mais baixo da ponte.
Alexandre I da Rússia quis construir ali a Catedral de Cristo Salvador mas seu sucessor paralisou as obras de construção e a catedral eventualmente foi erguida perto do Kremlin.
Os principais edifícios da colina são a Universidade Estatal de Moscou (que já foi o mais alto edifício da Europa) e a Igreja da Trindade.

## Teleférico
Um teleférico entre a colina e o Estádio Lujniki deveria abrir antes do Campeonato Mundial de Futebol FIFA de 2018. Porém, devido a atrasos na construção, só abriu em 27 de Novembro de 2018.

## Leituras
- Собрание государственных грамот и договоров, хранящихся в коллегии иностранных дел. ч.1 стр.192. Москва, в типографии Н. С. Всеволожского, 1813
- Тихомиров М. Н. Древняя Москва (XII-ХV вв.) : Моск. гос. ун-т им. М. В. Ломоносова М. : Изд-во МГУ, 1947
- Тихомиров М. Н. Труды по истории Москвы. Москва, Издательство: Языки славянской культуры, 2003 — ISBN 5-94457-165-9